# لی جه یون
لی جه یون (کره‌ای: 이재윤؛ زادهٔ ۱۵ دسامبر ۱۹۸۴) بازیگر و مدل کره‌ای-کانادایی است. او در مجموعه‌های تلویزیونی شهر بی‌رحم (۲۰۱۳) و پری وزنه‌برداری کیم بوک‌جو (۲۰۱۵–۲۰۱۶) ایفای نقش کرده‌است.